# 77 Pegasi
77 Pegasi är en misstänkt variabel (VAR) i stjärnbilden Pegasus.
77 Pegasi har visuell magnitud +5,09 och varierar med 0,013 magnituder och en period av 8,22368 dygn. Den befinner sig på ett avstånd av ungefär 620 ljusår.